# Sexy Zone (曲)
「Sexy Zone」（セクシー・ゾーン）は、Sexy Zoneのデビューシングル。2011年11月16日にポニーキャニオンから発売された。

## 概要
本作のリリースは、2011年9月29日に帝国劇場で開催された『Kis-My-Ft2 with ジャニーズJr.』で発表された。
初回限定盤A・B・C・Dと通常盤の5形態で発売されたが、通常盤には初回プレス仕様と通常プレス仕様が存在する。
初回限定盤A・B・C（CD+DVD）の収録曲は同一の2曲。特典DVDと初回限定盤D（CD+写真集）と通常盤（CDのみ）は、それぞれ異なるカップリング曲を前述2曲に加えた計3曲を収録している。また、通常盤は収録曲のインストゥルメンタルと特典があり、初回プレス仕様がピクチャーレーベルとプロフィールカード（全5種のうち1種封入）、通常プレス仕様がチェンジングジャケット1種である。
また、2011年11月2日には本作の初回盤、通常盤に収録されている全楽曲の着うたがドワンゴから配信された。

## チャート成績
発売前日付の2011年11月15日付オリコンシングルデイリーランキングで、発売初日（11月15日付）の推定売上枚数は5万7888枚で、同じ日に発売のNot yet「ペラペラペラオ」の7万669枚に次ぐ2位となった。初回出荷枚数は33万枚を記録した。最終的に週間ランキングではNot yetをわずか1098枚差で振り切り、グループの平均年齢が14.4歳でのデビュー初登場首位獲得によるグループ平均年齢最年少記録を2年4ヶ月ぶりに更新した（それまでの記録は中山優馬 w/B.I.Shadowの14.6歳で曲名が「悪魔な恋/NYC」・2009年7月27日付）。売上枚数は17.3万枚だった。
2011年11月28日付のビルボードチャートでは、Billboard JAPAN HOT 100、Billboard Hot Singles Sales、Billboard Hot Top Airplayでそれぞれ首位を獲得した。また、2011年11月度には日本レコード協会からプラチナに認定された。

## 批評
CDジャーナルのミニ・レビューでは本楽曲について「小学生から高校生まで、メンバー全員が10代という若さが生み出す、パワーみなぎる応援ソングになっている。」と評されており、歌詞については「グローバルでダイナミックな歌詞」と言及されている。

## 収録曲

### CD

#### 通常盤
1. Sexy Zone [5:08]
作詞：Satomi、作曲：馬飼野康二、編曲：CHOKKAKU
  - フジテレビ系『ワールドカップバレーボール2011』イメージソング[12]
2. With you [4:11]
作詞：ケリー、作曲：DAICHI・Samuli Laiho、編曲：清水哲平
  - フジテレビ系『第64回春の高校バレー』イメージソング

後に1stベストアルバム「Sexy Zone 5th Anniversary Best」にも収録された。
3. I see the light 〜僕たちのステージ〜 [4:19]
作詞：Makoto ATOZI・Joey Carbone、作曲：Joey Carbone、編曲：船山基紀
4. Sexy Zone -Inst.-
5. With you -Inst.-
6. I see the light 〜僕たちのステージ〜 -Inst.-

#### 初回盤A/B/C/D
1. Sexy Zone
2. With you
3. Knock! Knock!! Knock!!! [3:18]
作詞：村野直球、作曲：Samuel Waermo・Didrik Thott・DAICHI、編曲：中西裕之
初回盤Dのみ収録。

### DVD

#### 初回盤A
1. Sexy Zone（Music Clip）

#### 初回盤B
1. Sexy Zone（Music Clip〜Close-up ver.）

#### 初回盤C
1. Sexy Zone（Off Shot&Interview Movie）